# Josef Albers
Josef Albers (19. marts 1888 – 25. marts 1976) var en tysk pionér indenfor abstrakt malerkunst og én af de mest indflydelsesrige kunstnere i Bauhaus-gruppen. Som medlem af denne gruppe arbejdede Albers mest med glas og keramik. I 1933 emigrerede han til USA, hvor han bl.a. underviste ved Yale og Harvard. Hans mest kendte værk er Homage to the Square.